# Glaucofane
Il glaucofane (simbolo IMA: Gln) è un minerale non comune del supergruppo dell'anfibolo, all'interno del quale viene collocato nel "gruppo degli anfiboli con W(OH,F,Cl)-dominante" e da lì al sottogruppo degli anfiboli di sodio dove occupa un posto nel "gruppo contenente la radice glaucofano nel nome"; essendo un anfibolo, appartiene agli inosilicati e pertanto alla famiglia minerale dei "silicati", e possiede composizione chimica ☐Na2(Mg3Al2)Si8O22(OH)2.
Il glaucofane è l'analogo del magnesio del ferro-glaucofane (dominato invece dal ferro), con il quale forma una soluzione solida.

## Etimologia e storia
Il nome glaucofane deriva dal greco γλαυκός ('glaukós', ossia di colore azzurro-bluastro) e φαίνω ('faínō', apparire), in riferimento al colore del minerale.

## Classificazione
La classica nona edizione della sistematica dei minerali di Strunz, aggiornata dall'Associazione Mineralogica Internazionale (IMA) fino al 2009, elenca il glaucofane nella classe "9. Silicati (germanati)" e da lì nella sottoclasse "9.D Inosilicati"; questa viene suddivisa più finemente in base alla struttura cristallina del minerale, in modo tale che il glaucofane possa essere trovato nella sezione "9.DE Inosilicati con catene doppie di periodo 2, Si4O11; clinoanfiboli" dove forma il sistema nº 9.DE.25.
Tale classificazione resta invariata anche nell'edizione successiva, proseguita dal database "mindat.org".
Nella Sistematica dei lapis (Lapis-Systematik) di Stefan Weiß il glaucofane è elencato nella classe dei "silicati" e nella sottoclasse degli "inosilicati"; qui il minerale si trova nella sezione di quelli che hanno struttura "[Si4O11] a due bande 6-; gruppo degli anfiboli; anfiboli alcalini" dove forma il sistema nº VIII/F.08.
Anche la classificazione dei minerali secondo Dana, usata principalmente nel mondo anglosassone, elenca il glaucofane nella famiglia dei silicati; qui è nella classe degli "inosilicati: catene doppie non ramificate, W=2" e nella sottoclasse degli "inosilicati: catene doppie non ramificate, configurazione anfibolo W=2" dove forma il "gruppo 4, anfiboli di sodio" con il numero di sistema 66.01.03c.

## Abito cristallino
Il glaucofane cristallizza nel sistema monoclino nel gruppo spaziale C2/m (gruppo nº 12) con i parametri reticolari a = 9,595 Å, b = 17,798 Å, c = 5,307 Å e β = 103,66°, oltre ad avere 2 unità di formula per cella unitaria.

## Origine e giacitura
Il glaucofane è un tipico minerale costituente di rocce metamorfiche di alta pressione e bassa temperatura (facies a scisti blu) presenti nelle zone di subduzione delle catene montuose, fa parte anche delle facies a scisti verdi e nelle eclogiti sottoposte a metamorfismo retrogrado. È associato ad actinolite, aragonite, barroisite, clorite, crossite, cummingtonite, epidoto, giadeite, lawsonite, omfacite e pumpellyite.
Il minerale non è molto comune, essendo stato trovato in poco più di un centinaio di siti sparsi per il mondo. Qui si menziona solo la sua località tipo, l'isola di Siro, nel Sud del mar Egeo (Grecia).

## Forma in cui si presenta in natura
Di solito il glaucofane si trova in aggregati fibrosi, di colore grigio-azzurro o nero; piuttosto rari sono i cristalli aciculari isolati. Il minerale è traslucido con lucentezza vitrea; il colore va dal grigio al blu lavanda, mentre quello del suo striscio va dal grigio chiaro al grigio-blu.

## Proprietà ottiche
Il glaucofane mostra un forte pleocroismo con colori che vanno dal giallo all'incolore lungo {\displaystyle x}, dal violetto al color lavanda lungo {\displaystyle y} e blu lungo {\displaystyle z}.

## Minerali correlati
Un minerale intermedio tra la riebeckite e il glaucofane è la crossite (Na2(Mg,Fe2+)3(Al,Fe3+)2Si8O22(OH)2) non più ritenuta dal 1997 una specie mineralogica indipendente dal parte dell'IMA. Chiamata anche heikkolite, la crossite è stata chiamata in questo modo nel 1894 da Charles Palache in onore di Charles Whitman Cross (1854 - 1949). Cross, che lavorava presso il United States Geological Survey, era considerato il più grande petrolologo sul campo della sua generazione.
Questo minerale intermedio possiede opacità da trasparente a traslucida con lucentezza vitrea; il colore è grigio, grigio-blu o blu, mentre quello del suo striscio è sempre bianco.
La crossite cristallizza nel sistema monoclino nel gruppo spaziale C2/m (gruppo nº 12) con i parametri reticolari a = 9,647 Å, b = 17,905 Å, c = 5,316 Å e β = 103,60°, oltre ad avere 2 unità di formula per cella unitaria.